# 신경현
신경현(申炅賢, 1975년 12월 30일 (음력 11월 28일) ~ )은 전 KBO 리그 한화 이글스의 포수이다. 그의 아들은 KBO 리그 한화 이글스의 투수인 신지후이다

## 선수 시절

### 아마추어 시절
군산상업고등학교 재학 시절 타격에도 소질을 보여 공격형 포수에 가깝다는 평을 받았다. 군산상고를 졸업하고 동국대학교 체육교육과에 입학했다. 동국대학교 체육교육과 4학년 때였던 1997년에는 박정진 등과 함께 아시아 야구 선수권 대회 국가대표팀으로 발탁돼 참가했다.

### 한화 이글스시절
1998년 한화 이글스의 2차 1순위 지명을 받아 입단하였다. 입단 초 1군 무대에서 많은 활약을 하지 못하였다.

### 상무 야구단시절
2001년 시즌 후에 입대하였다.

### 한화 이글스복귀
제대한 후 은퇴한 조경택의 뒤를 이어 2004년부터 주전 포수가 됐고, 팀 내 포수 사상 최초의 억대 연봉자가 되기도 하였다. 야구 팬들로부터 '군산야구천재'라는 별명을 얻었다. 그리고 류현진이“그가 던지라는 대로 던진다”고 말할 정도로 팀 내에서 뛰어난 투수 리드 능력을 인정받았다. 2013년에는 노쇠화된 기량과 구단의 포수진 리빌딩 방침에 따라 정범모, 한승택, 엄태용, 이준수에게 밀려 기회를 잡지 못하게 됐고, 결국 2013년 8월 구단과의 면담 끝에 현역 은퇴를 결정했다. 은퇴 결정 전에는 구단에서 공익근무요원으로 대체 복무 중인 선수들의 훈련을 돕도록 하는 특별 관리 전담을 맡겼다.

## 출신 학교
- 군산중앙초등학교
- 군산중학교
- 군산상업고등학교
- 동국대학교 체육교육과

## 방송 출연
- 《런닝맨》(2013년 11월 24일,SBS) - 수지, 이병규, 김현수,  류현진과 함께 출연

## 통산 기록
| 연 도           | 소 속           | 나 이           | 출 장 | 타 석 | 타 수 | 득 점 | 안 타 | 2 루 타 | 3 루 타 | 홈 런 | 타 점 | 도 루 | 도 실 | 볼 넷 | 삼 진 | 타 율 | 출 루 율 | 장 타 율 | O P S | 루 타 | 병 살 타 | 몸 맞 | 희 타 | 희 플 | 고 4 |
| --------------- | --------------- | --------------- | ----- | ----- | ----- | ----- | ----- | ------- | ------- | ----- | ----- | ----- | ----- | ----- | ----- | ----- | -------- | -------- | ----- | ----- | -------- | ----- | ----- | ----- | ---- |
| 1998            | 한화            | 24              | 8     | 7     | 0     | 0     | 0     | 0       | 0       | 0     | 0     | 0     | 0     | 1     | 1     | .000  | .125     | .000     | .125  | 0     | 1        | 0     | 0     | 0     | 0    |
| 1999            | 한화            | 25              | 11    | 9     | 7     | 0     | 0     | 0       | 0       | 0     | 1     | 0     | 0     | 1     | 2     | .000  | .111     | .000     | .111  | 0     | 0        | 0     | 0     | 1     | 0    |
| 2000            | 한화            | 26              | 37    | 77    | 71    | 4     | 11    | 2       | 0       | 2     | 5     | 0     | 1     | 5     | 22    | .155  | .211     | .268     | .478  | 19    | 3        | 0     | 1     | 0     | 0    |
| 2001            | 한화            | 27              | 23    | 45    | 40    | 5     | 13    | 5       | 0       | 0     | 6     | 0     | 0     | 5     | 12    | .325  | .400     | .450     | .850  | 18    | 0        | 0     | 0     | 0     | 0    |
| 2004            | 한화            | 30              | 97    | 300   | 274   | 27    | 75    | 11      | 2       | 5     | 27    | 3     | 4     | 22    | 58    | .274  | .329     | .383     | .712  | 105   | 3        | 1     | 2     | 1     | 0    |
| 2005            | 한화            | 31              | 110   | 358   | 321   | 38    | 89    | 15      | 1       | 4     | 23    | 2     | 3     | 29    | 47    | .277  | .338     | .368     | .706  | 118   | 8        | 2     | 3     | 3     | 0    |
| 2006            | 한화            | 32              | 100   | 307   | 272   | 36    | 66    | 11      | 0       | 2     | 15    | 4     | 1     | 25    | 40    | .243  | .308     | .305     | .613  | 83    | 10       | 1     | 8     | 1     | 1    |
| 2007            | 한화            | 33              | 107   | 287   | 260   | 33    | 65    | 9       | 0       | 2     | 15    | 4     | 0     | 16    | 39    | .250  | .298     | .308     | .605  | 80    | 7        | 2     | 8     | 1     | 0    |
| 2008            | 한화            | 34              | 107   | 331   | 296   | 27    | 79    | 16      | 3       | 3     | 41    | 4     | 3     | 26    | 54    | .267  | .328     | .372     | .700  | 110   | 8        | 2     | 5     | 2     | 0    |
| 2009            | 한화            | 35              | 78    | 207   | 176   | 19    | 45    | 4       | 0       | 2     | 15    | 0     | 3     | 25    | 33    | .256  | .356     | .313     | .669  | 55    | 7        | 3     | 2     | 1     | 0    |
| 2010            | 한화            | 36              | 119   | 292   | 253   | 29    | 63    | 13      | 0       | 10    | 40    | 6     | 5     | 27    | 54    | .249  | .318     | .419     | .737  | 106   | 10       | 0     | 9     | 3     | 1    |
| 2011            | 한화            | 37              | 103   | 267   | 233   | 18    | 62    | 9       | 0       | 1     | 27    | 5     | 4     | 23    | 50    | .266  | .335     | .318     | .652  | 74    | 7        | 2     | 7     | 2     | 0    |
| 2012            | 한화            | 38              | 76    | 171   | 149   | 10    | 27    | 0       | 0       | 0     | 9     | 1     | 0     | 13    | 25    | .181  | .253     | .181     | .434  | 27    | 4        | 2     | 5     | 2     | 0    |
| KBO 통산 : 13년 | KBO 통산 : 13년 | KBO 통산 : 13년 | 976   | 2659  | 2359  | 236   | 595   | 95      | 6       | 31    | 224   | 29    | 24    | 218   | 437   | .252  | .317     | .337     | .654  | 795   | 68       | 15    | 50    | 17    | 2    |